# Heighley
Heighley är ett slott i Storbritannien.   Det ligger i grevskapet Staffordshire och riksdelen England, i den södra delen av landet, 220 km nordväst om huvudstaden London. Heighley ligger 137 meter över havet.
Terrängen runt Heighley är platt. Runt Heighley är det ganska tätbefolkat, med 207 invånare per kvadratkilometer. Närmaste större samhälle är Stoke-on-Trent, 10,5 km öster om Heighley. Trakten runt Heighley består i huvudsak av gräsmarker.